# Arnarvatnsheiði

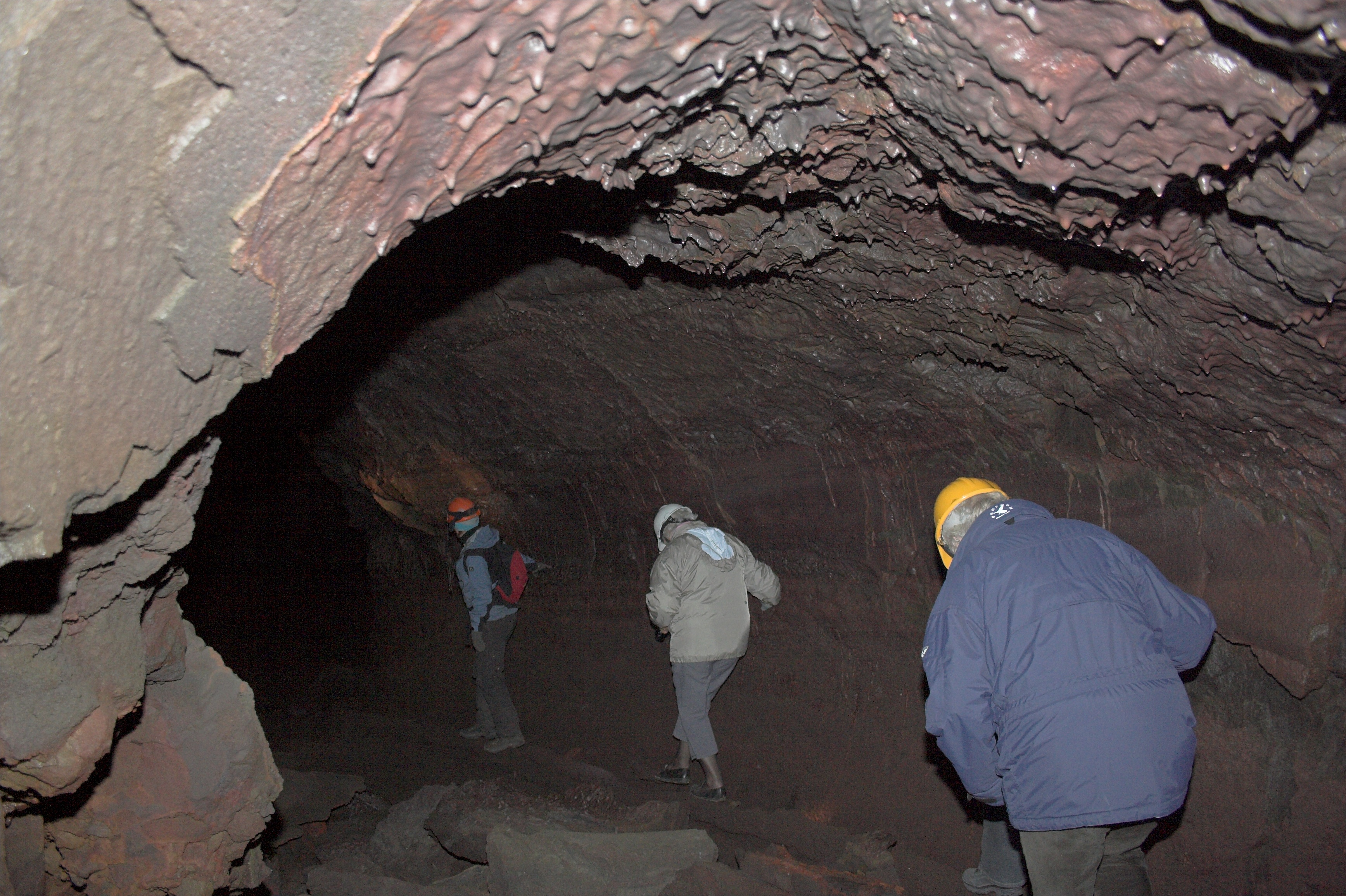
Die Höhle Víðgelmir beim Hof Fljótstunga, Hallmundarhraun

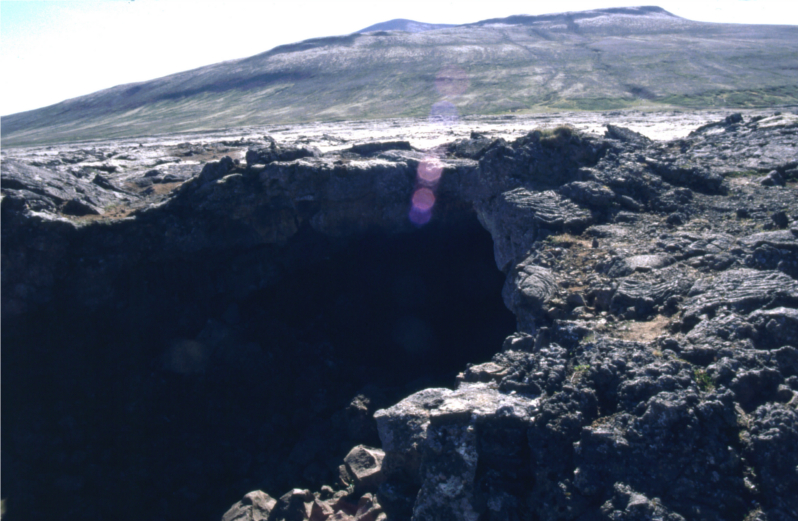
Eingang zur Höhle Surtshellir

Die Arnarvatnsheiði ist eine Hochebene im Westen von Island.

## Geografie
Die Ebene liegt auf den Gemeindegebieten von Borgarbyggð und Húnaþing vestra nordöstlich des Reykholtsdalur und nördlich von Húsafell. Östlich befindet sich der Gletscher Langjökull.
Bekannt ist die Gegend vor allem für die vielen Seen, in denen man im Sommer Forellen fischen kann. Es gibt in der isländischen Landschaft drei Dinge, die als unzählbar gelten: die Seen der Arnarvatnsheiði, die Inseln im Breiðafjörður und die Erdhügel im Vatnsdalur.
Das Klima ist hier wie auch sonst im isländischen Hochland recht rau.
Im Südwesten der Arnarvatnsheiði liegen im Lavafeld Hallmundarhraun, das aus dem 9. Jahrhundert stammt, Höhlen: z. B. Surtshellir und die Höhle Víðgelmir. In den Höhlen befindet sich ein chaotisches Durcheinander ausgebrochener Lavabrocken, Steine und Felsen. Der Zugang kann wegen Vereisung manchmal gefährlich sein. In diesen Höhlen hielten sich in früheren Zeiten oft Geächtete auf, die wegen Verbrechen aus der isländischen Gesellschaft ausgeschlossen worden waren.